# Boterbloem-grassenroest
Boterbloem-grassenroest (Uromyces dactylidis) is een roest uit de familie Pucciniaceae. Het behoort tot de biotrofe parasieten.

## Kenmerken
Uiterlijke kenmerken
Boterbloem-grassenroest is alleen met het blote oog te herkennen aan de sporenafzettingen die uitsteken op het oppervlak van de gastheer. Ze groeien in groepen die verschijnen als geelachtige tot bruine vlekken en puisten op bladoppervlakken.
Microscopische kenmerken
Zoals bij alle Uromyces-soorten, groeit het mycelium van boterbloem-grassenroest intercellulair en vormt het zuigfilamenten die in het weefsel van de gastheer groeien. Aecia hebben hyaliene aecidiosporen met een wrattig oppervlak. De aecidiosporen meten 18–22 × 15–20 µm. De gele tot kaneelbruine uredia van de schimmel groeien aan weerszijden van het blad en aan de bovenzijde van het zwenkgras. De goudbruine uredosporen zijn 25–30 × 20–24 µm groot, meestal breed ellipsoïde en stekelig. De telia van de soort, die aan beide zijden en op zwenkgras groeit, is zwartachtig en bedekt en heeft meestal talrijke parafysen. De kastanjebruine teliosporen zijn eencellig, meestal hoekig ovaal tot lang ellipsoïde en 22–30 × 16–20 µm groot.

## Verspreiding
Het bekende verspreidingsgebied van boterbloem-grassenroest omvat een Holarctisch gebied en Nieuw-Zeeland. Het komt in Nederland vrij zeldzaam voor. 

## Foto's

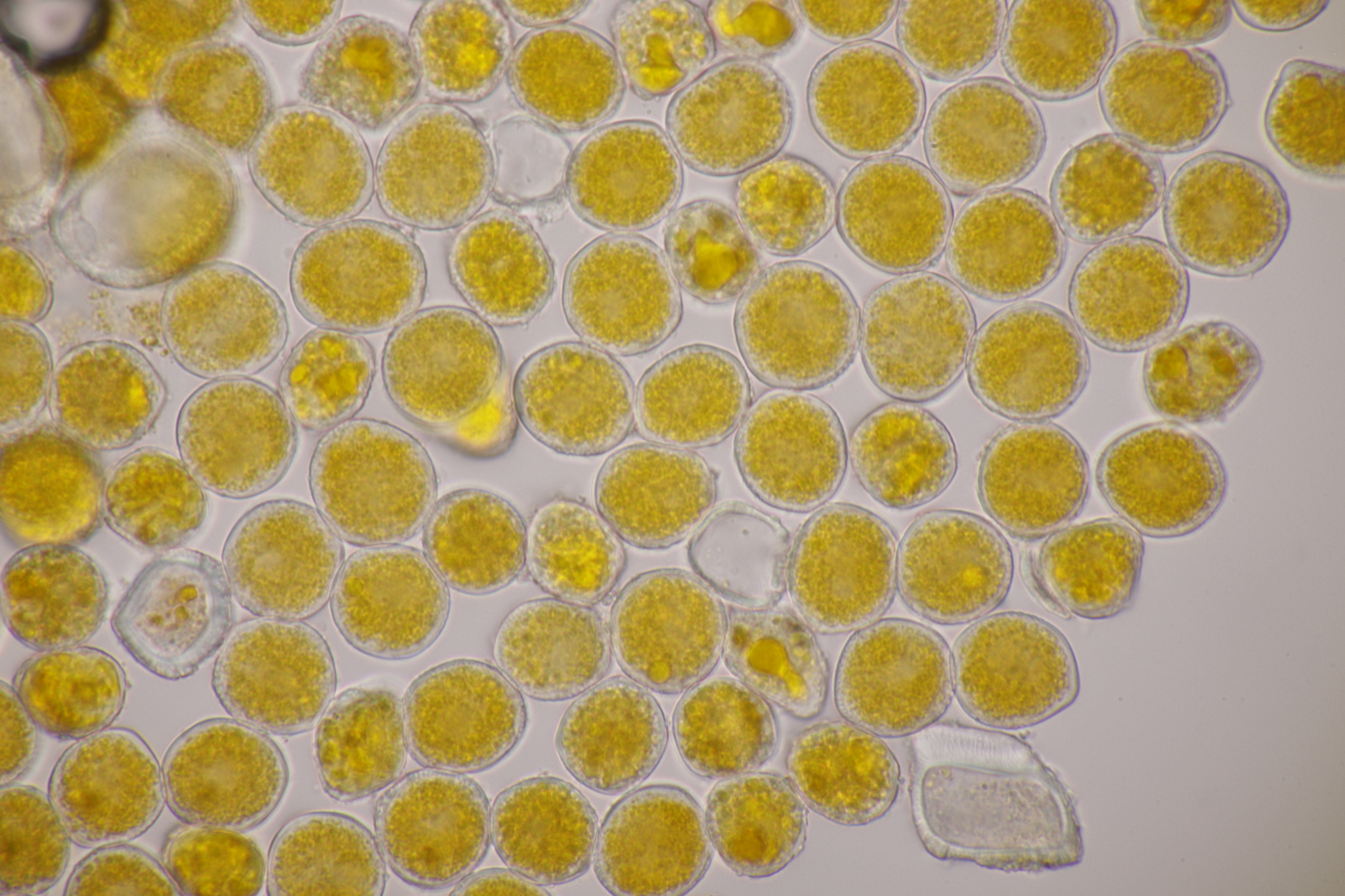
Aeciospore
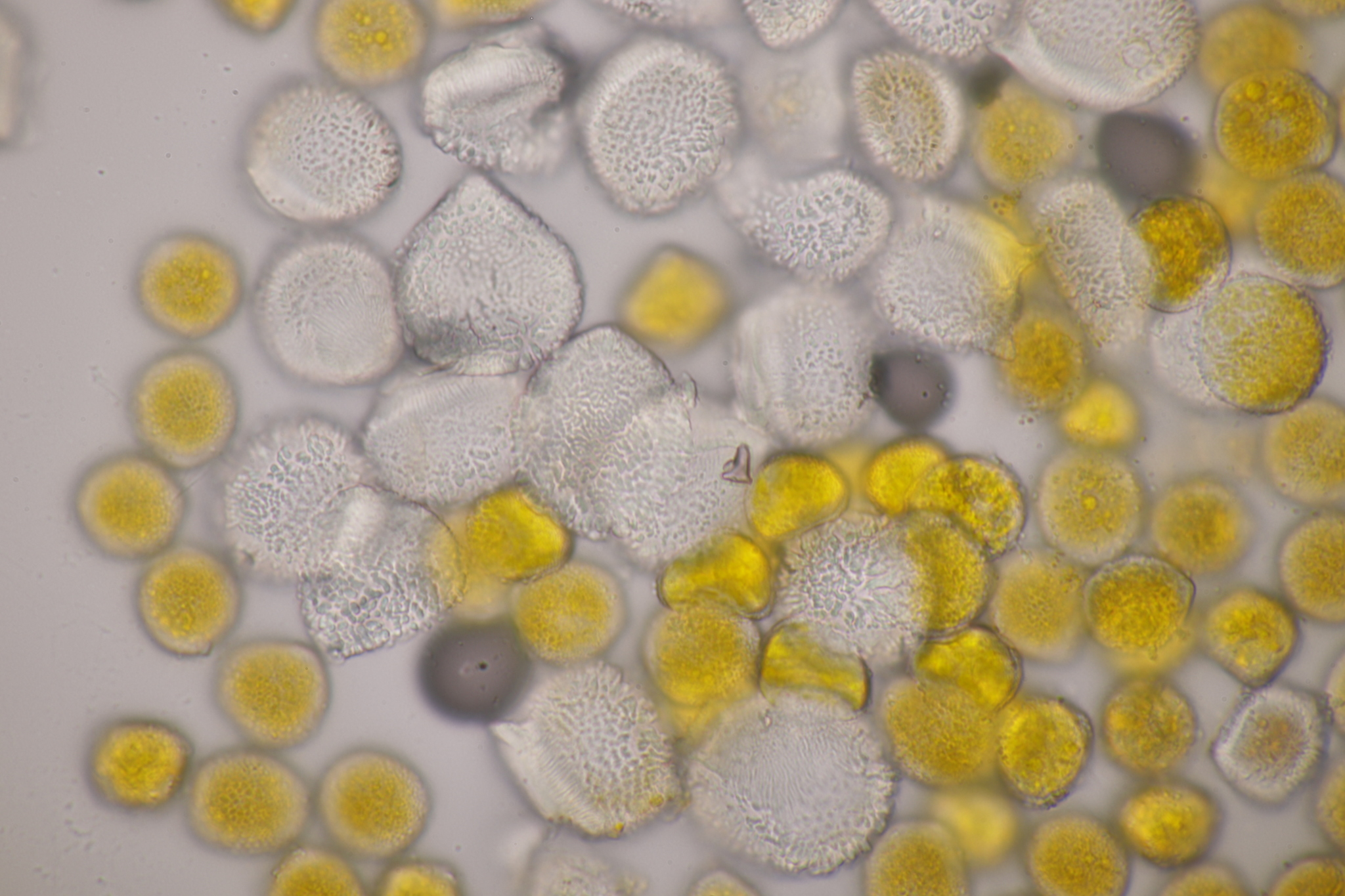
Aeciospore
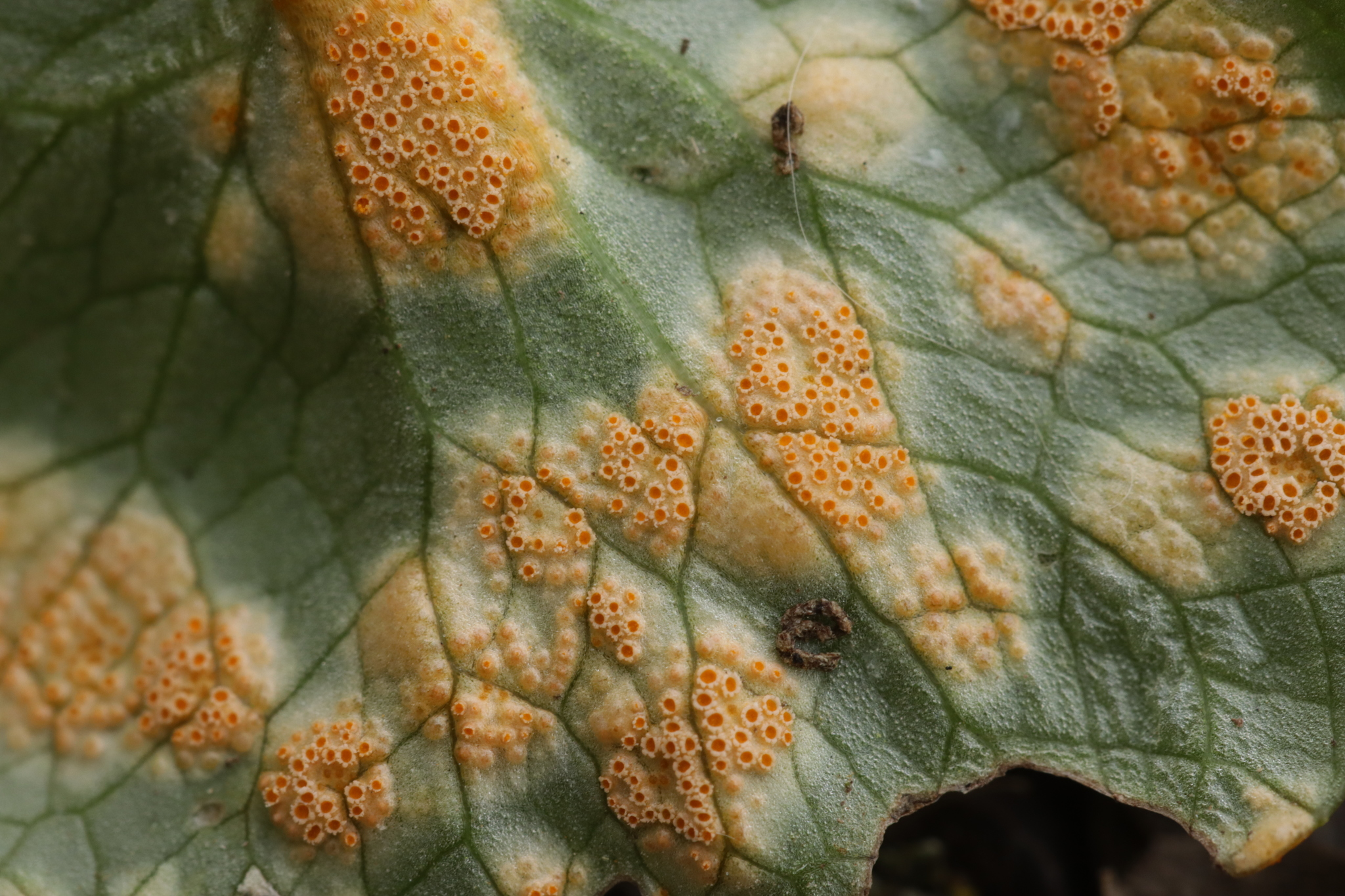
Aecia op gewoon speenkruid (Ficaria verna)